# Adolf von Becker

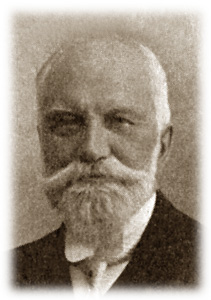
Adolf von Becker

Adolf von Becker (* 14. August 1831 in Helsingfors, heute Helsinki; † 23. August 1909 in Vevey) war ein finnischer Maler und Kunstlehrer.

## Leben
Adolf von Becker war der Sohn des Schriftstellers und Sprachforschers deutsch-baltischer Herkunft Reinhold von Becker (1788–1858) und von Karolina, geborene Idestam; seine Muttersprache war Schwedisch. Mit mehreren Geschwistern wuchs er in Helsingfors auf, das 1812 Hauptstadt des Großfürstentums Finnland als Teil des russischen Zarenreichs geworden war.
Er begann seine Studien an der 1848 begründeten Zeichenschule des Finnischen Kunstvereins und studierte parallel dazu Rechtswissenschaften. 1853 legte er das juristische Examen ab und wurde Assistent am Appellationsgericht in Åbo (Turku), unternahm jedoch auch Studienfahrten in die Umgebung um zu zeichnen. Auf den Rat des Malers Robert Wilhelm Ekman, der 1845 Zeichenlehrer an der Zeichenschule in Åbo geworden war, schrieb er sich 1856 zum Studium der Malerei an der Kopenhagener Kunstakademie ein. 1858 arbeitete er im Atelier von Thomas Couture in Paris. 1858/59 besuchte er die Kunstakademie Düsseldorf, dort war Karl Müller sein Lehrer. 1859 begab er sich erneut nach Paris, wo er in den Ateliers von Felix-Joseph Barrias, einem Schüler von Couture, Gustave Courbet, Ernest Hébert sowie Léon Coignet und dessen Schüler Léon Bonnat arbeitete, unter anderem mit seinem norwegischen Freund Olaf Isaachsen. 1864 reiste er mit einem Stipendium nach Spanien und kopierte Gemälde alter Meister in Madrid. Über Rom kehrte er nach Paris zurück und mietete das Atelier des schwedischen Malers Alfred Wahlberg, den er ebenfalls von Düsseldorf her kannte. 1868 kehrte er nach Finnland zurück, um die Stelle als Lehrer an der Universität in Helsingfors für den ausgeschiedenen Magnus von Wright zu übernehmen; 1879 wurde er zum Professor ernannt.
1870 unternahm er mit dem Landschaftsmaler Arvid Liljelund eine Studienreise durch Finnland. 1872 eröffnete er eine private Zeichenschule, an der unter anderem Albert Edelfelt, Helene Schjerfbeck, Maria Wiik, Elin Danielson-Gambogi, Helena Westermarck (1857–1938), Akseli Gallen-Kallela und Ellen Thesleff seine Schüler waren.
In den 1890er Jahren wandten sich Maler der jüngeren Generation, unter ihnen Ville Vallgren (1855–1940) und Albert Edelfelt, gegen die als konservativ charakterisierte Auffassung Adolf von Beckers und anderer. Adolf von Becker beendete 1892 seine Tätigkeit an der Universität und kehrte nach Paris zurück. 1904 verlegte er seinen ständigen Wohnsitz nach Nizza. Er starb während eines Urlaubs in Vevey in der Schweiz, 78 Jahre alt.

## Werke (Auswahl)
- Arabischer Scheich, 1863
- Katze und Ratte, 1864
- Schlittenfahrender Knabe, 1870
- Am Herd; Familienszene mit Katze und Hund, 1871
- Mutter mit Kindern in der Stube, 1871
- Mutter, ihr Kind fütternd, 1874
- Spielendes Kind, 1876
- Mädchen mit Katze, 1879
- Mutter und Sohn (Äiti ja pojka): Helsinki, Ateneum; Abb.: Wennervirta (1934)
- Der Kunstexperte, 1880er Jahre
- Mädchen mit Puppe, 1895
- Landfrauen, 1895: EMMA – Espoo Museum of Modern Art (EMMA – Espoon modernin taiteen museo)
- Südliche Landschaft, 1897
- Meditation (Christuskopf), 1899
- Italienische Nonne, 1901
- Französisches Interieur / Mutter und Tochter, die mit Katzen spielt
- Ich bin ein Kind (Mädchen mit Puppe)
- Angler mit Boot am Fluss
- Junge Mutter (im Alkoven) (Nuori Äiti); Abb.: Wennervirta (1934)
- Feierabend (Päivällisen jälkeen); Abb.: Wennervirta (1934)

Der Bestandskatalog des Ateneum Helsinki (1912) listet 10 Arbeiten:
- 22. Ein Gelehrter in früheren Tagen (100 × 81 cm), Paris 1862
- 23. Katze mit Jungen (46 × 58 cm), (1863)
- 24. Schlafende Katze (33 × 41 cm), 1864
- 25. Der Dorfschuster. Franz. Familienszene (46 × 38 cm), Ecouen 1868
- 26. Nähendes Mädchen (32 × 24 cm), 1869
- 28. Die Brücke in Asnières nach der Belagerung von Paris (44 × 65 cm), 1871
- 29. Die Vorstellung der Kleinen (49,5 × 61,5 cm)
- 30. Vor der Jagd (109 × 90 cm), 1880
- 34. Eine Partie Piquet (65 × 87 cm), 1869
- 597. Selbstbildnis (35 × 27 cm)